# Kanton Castelnau-Montratier
Kanton Castelnau-Montratier (francouzsky Canton de Castelnau-Montratier) je francouzský kanton v departementu Lot v regionu Midi-Pyrénées. Tvoří ho sedm obcí.

## Obce kantonu
- Castelnau-Montratier
- Cézac
- Flaugnac
- Lhospitalet
- Pern
- Sainte-Alauzie
- Saint-Paul-de-Loubressac